# Ельцовка (аэродром)
Ельцовка — экспериментальный аэродром в городе Новосибирске, испытательная база «Новосибирского авиационного завода имени В. П. Чкалова». Ведомственная принадлежность – Минпромторг РФ, ОАО «Авиационная холдинговая компания «Сухой».
Аэродром был способен принимать самолёты Ан-124 «Руслан» (по разовым разрешениям Росавиации), Ил-76 (с неполной загрузкой), Ан-12, Ан-26, АН-32, Ан-38, Ан-74, Ил-86, Ту-154, Ту-204, Ту-134, Як-40, и все более лёгкие, а также вертолёты всех типов. Классификационное число ВПП (PCN) 22/R/B/W/T. Регламент работы аэродрома: с понедельника по пятницу 02.00—08.30 UTC.
Аэродром был допущен также к приёму воздушных судов гражданской авиации, включён в Государственный реестр гражданских аэродромов и вертодромов Российской Федерации (Сертификат Росавиации № АД 00017 от 26.11.2014 г., срок действия до 26.11.2019 г.), мог использоваться в качестве аэропорта (для грузовых рейсов).
В декабре 2017 года Новосибирский аэродром гражданской авиации Ельцовка был закрыт для обслуживания воздушных судов. Постановление о закрытии аэродрома подписал председатель правительства РФ Дмитрий Медведев.